# Domra
La domra est un instrument à cordes russe de la famille des luths répandu jusqu'au XVIIe siècle puis disparu, et recréé à la fin du XIXe siècle par Vassili Andreyev, le musicien à l'origine du renouveau de la balalaika et de la musique folklorique russe. 
En 1905, un luthier y ajouta une quatrième corde. C'est un instrument que l'on retrouve souvent associé à la balalaïka.

## Facture
C'est un luth à trois ou quatre cordes à la caisse de résonance arrondie qui se décline en différentes tailles.

## Jeu
On en joue avec un plectre en solo, duo ou orchestre. Il est plutôt réservé à l'interprétation des musiques modernes ou classiques.
Il existe de nombreux accordages en quartes.
- Domras à quatre cordes (Ljubimow):
  - Domra : g d1 a1 e2

- Domras à trois cordes (Andrejew) :
  - Piccolodomra : b1 e2 a2[2]
  - Primdomra : e1 a1 d2[3]
  - Soprandomra : b e1 a1[4]
  - Altdomra : e a d1[5]
  - Tenordomra : B e a[6]
  - Bassdomra : E A d[7]
  - Kontrabassdomra (minor): 1E 1A D[8]
  - Kontrabassdomra (major): 1A D G[9]

## Joueurs de domra
- Alexandre Tsygankov
- Karyna Tumanska
- Tamara Volskaya
- Victor Salami
- Tatjana Ossipova
- Michail Sawtschenko
- Viktor Kalinsky
- Natalia Anchutina
- Natalia Korsak
- Anastasia Zakharova, de l’ensemble Russian Renaissance

## Liens externes

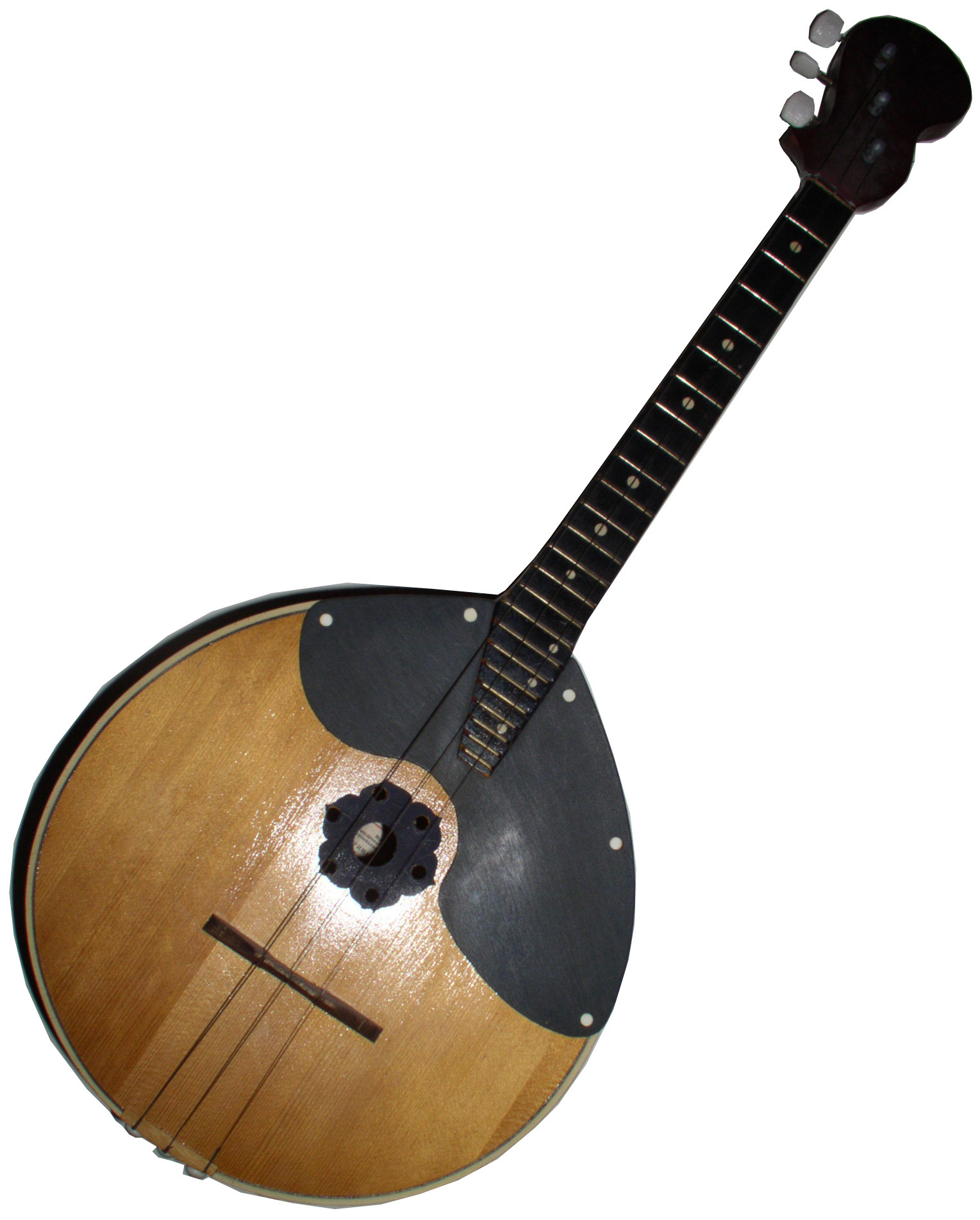
Domra